# Saint-Aoustrille

Saint-Aoustrille este o comună în departamentul Indre, Franța. În 1 ianuarie 2022 avea o populație de 211 de locuitori.